# マネー・フォー・ナッシング (アルバム)
『マネー・フォー・ナッシング』（Money for Nothing）は、イギリスのロック・バンド、ダイアー・ストレイツが1988年に発表したベスト・アルバム。インターナショナル盤はLPが11曲入り、CDが12曲入りで、曲順も若干異なる。また、日本盤CDは「ソリッド・ロック」が追加された13曲入りとなった。

## 反響
全英アルバムチャートでは3週にわたり1位を獲得。また、本作のリリースに伴って「悲しきサルタン」をリード・トラックとしたシングル(DSTR 15)もリリースされ、1988年11月5日付の全英シングルチャートで62位を記録した。
オランダのアルバム・チャートでは7週連続で1位を獲得している。

## 収録曲
特記なき楽曲はマーク・ノップラー作。

### CD
7.は日本盤ボーナス・トラック。
1. 悲しきサルタン "Sultans of Swing" – 5:47
  - アルバム『悲しきサルタン』（1978年）より。
2. 水辺へ "Down to the Waterline" – 4:00
  - アルバム『悲しきサルタン』より。
3. ポートベロの少女(Live) "Portobello Belle (Live)" – 4:33
  - 未発表ライヴ音源。オリジナル・ヴァージョンはアルバム『コミュニケ』（1979年）に収録。
4. トゥイスティング・バイ・ザ・プール(Remix) "Twisting by the Pool (Remix)" – 3:30
  - EP『ExtendedancEPlay』（1983年）収録曲のリミックス・ヴァージョン。
5. トンネル・オブ・ラヴ "Tunnel of Love" (Mark Knopfler, Richard Rodgers, Oscar Hammerstein II) – 8:10
  - アルバム『メイキング・ムーヴィーズ』（1980年）より。
6. ロミオとジュリエット "Romeo and Juliet" – 5:56
  - アルバム『メイキング・ムーヴィーズ』より。
7. ソリッド・ロック "Solid Rock" – 3:19
  - アルバム『メイキング・ムーヴィーズ』より。
8. 行かないで… "Where Do You Think You're Going?" – 3:30
  - アルバム『コミュニケ』より。
9. ウォーク・オブ・ライフ "Walk of Life" – 4:08
  - アルバム『ブラザーズ・イン・アームス』（1985年）より。
10. 哀しみのダイアリー "Private Investigations" – 5:50
  - アルバム『ラヴ・オーヴァー・ゴールド』（1982年）より。
11. テレグラフ・ロード(Live) "Telegraph Road (Live)" – 11:59
  - ライヴ・アルバム『アルケミィ〜ダイアー・ストレイツ・ライヴ』（1984年）より。オリジナル・ヴァージョンはアルバム『ラヴ・オーヴァー・ゴールド』に収録。
12. マネー・フォー・ナッシング "Money for Nothing" (M. Knopfler, Sting) – 4:06
  - アルバム『ブラザーズ・イン・アームス』より。
13. ブラザーズ・イン・アームス "Brother in Arms" – 4:51
  - アルバム『ブラザーズ・イン・アームス』より。

### LP
「ソリッド・ロック」は日本盤LP(25PP-261)のみ収録。

#### Side One
1. 悲しきサルタン "Sultans of Swing" – 5:47
2. 水辺へ "Down to the Waterline" – 4:00
3. ポートベロの少女(Live) "Portobello Belle (Live)" – 4:33
4. トゥイスティング・バイ・ザ・プール(Remix) "Twisting by the Pool (Remix)" – 3:30
5. ロミオとジュリエット "Romeo and Juliet" – 5:56
6. ソリッド・ロック "Solid Rock" – 3:19
7. 行かないで… "Where Do You Think You're Going?" – 3:30

#### Side Two
1. ウォーク・オブ・ライフ "Walk of Life" – 4:08
2. 哀しみのダイアリー "Private Investigations" – 5:50
3. マネー・フォー・ナッシング "Money for Nothing" (M. Knopfler, Sting) – 4:06
4. トンネル・オブ・ラヴ "Tunnel of Love" (M. Knopfler, R. Rodgers, O. Hammerstein II) – 8:10
5. ブラザーズ・イン・アームス "Brother in Arms" – 4:51